# دهستان درب گنبد
درب گنبد، دهستانی است از توابع بخش درب گنبد شهرستان کوهدشت در استان لرستان ایران.

## جمعیت
براساس سرشماری سال ۱۳۸۵ جمعیت آن ۵٬۸۸۶ نفر (۱٬۱۵۳ خانوار) بوده‌است.